# Lasciali parlare
Lasciali parlare (Let Them All Talk) è un film del 2020 diretto da Steven Soderbergh.

## Trama
Alice Hughes è un'autrice vincitrice del Premio Pulitzer che lavora al suo ultimo manoscritto, che il suo editore spera sarà un sequel del suo lavoro più noto, You Always/You Never. Alice riceve un premio letterario nel Regno Unito e salpa a bordo della nave Queen Mary 2 per attraversare l'oceano Atlantico. Alice invita suo nipote Tyler ad assisterla durante il viaggio e le sue amiche dei tempi dell'università Roberta e Susan, con cui ha perso i contatti. Alice e Roberta hanno una relazione difficile derivante dalla convinzione di Roberta che Alice abbia usato suoi dettagli in "You Always/You Never", cosa che Roberta ritiene abbia fatto deragliare la sua vita. All'insaputa di Alice, la sua agente Karen si unisce a loro sulla nave, sperando di conoscere dei dettagli sul nuovo libro di Alice.
Una volta sulla nave, Karen stringe amicizia con Tyler, convincendolo a ottenere informazioni da sua zia. Alice dice a Tyler che il libro parla del "cercare di prendere la luna nel pozzo per la seconda volta", forse sottintendendo che sarà il sequel di un lavoro precedente. Passa la maggior parte del suo tempo a scrivere, facendo solo pause per mangiare e nuotare in piscina. Roberta tenta apertamente di attirare uomini ricchi a bordo, mentre Susan inizia a interagire con Kelvin Krantz, un altro scrittore sulla nave; Krantz scrive libri gialli che ad Alice non piacciono. Krantz conosce anche Karen e le consiglia di non curiosare nei dettagli del lavoro di Alice. Roberta tenta di parlare con Alice per ottenere un riconoscimento dell'uso che Alice fa dei dettagli della sua vita. Alice incontra Tyler e Karen insieme sulla nave, ma li perdona entrambi dopo aver appreso che Tyler ha un interesse romantico per Karen; i due cenano insieme, ma le avances romantiche di Tyler vengono rifiutate. Alice invita Karen a cena con il quartetto, dove le tensioni vengono al culmine tra Alice e Roberta dopo che Karen chiede del nuovo libro. Vengono interrotti da Susan, che le accusa entrambe di essere egoiste. Alice decide di cancellare il suo libro, implicitamente come un sequel di "You Always/You Never" come si aspettavano sia Karen che Roberta.
Dopo essere sbarcati dalla nave, Alice e Roberta hanno una conversazione sul loro allontanamento. Roberta dice ad Alice che le fornirà i dettagli della vita di cui Alice avrebbe bisogno per scrivere un sequel di "You Always/You Never", ma vuole una parte dei profitti in cambio. Alice rifiuta questa offerta, ma quella sera inizia a lavorare a un nuovo progetto di scrittura. La mattina dopo, un uomo che Tyler ha visto uscire spesso dalla stanza di Alice sulla nave lo saluta alla porta di Alice. Rivela di essere il dottor Mitchell, il medico personale di Alice, e che Alice è morta nella notte per trombosi venosa profonda; Il dottor Mitchell era a bordo della nave per somministrare ad Alice iniezioni di un farmaco per fluidificare il sangue. Tyler, Roberta e Susan visitano la tomba dell'autore del XIX secolo Blodwyn Pugh, come Alice aveva voluto che facessero. Tornata negli Stati Uniti, Roberta consegna la scrittura di Alice, che ha preso dalla stanza di Alice dopo la sua morte, a Karen nella speranza di trarne profitto. Karen sostiene che il lavoro è incompiuto e non può essere pubblicato, ma incoraggia l'idea di Roberta di scrivere lei stessa un libro sulle sue esperienze di vita. Susan lavora con Kelvin Krantz su un nuovo libro basato su una sua idea che ha condiviso con Krantz a bordo della nave. Tyler riceve la scrittura incompiuta di Alice da Karen e la restituisce al suo appartamento, ricordando un discorso che Alice fece per celebrare l'esistenza della coscienza e la capacità delle persone di influenzarsi a vicenda.

## Produzione
Le riprese del film sono iniziate nell'agosto 2019 a New York, sono poi proseguite nel Regno Unito e sulla RMS Queen Mary 2 mentre attraversava l'oceano Atlantico.

## Promozione
Il primo trailer del film è stato diffuso il 15 novembre 2020.

## Distribuzione
Il film è stato distribuito in streaming su HBO Max a partire dal 10 dicembre 2020, mentre in Italia è disponibile per l'acquisto o il noleggio, su varie piattaforme, dal 27 maggio 2021.

## Accoglienza

### Critica
Sull'aggregatore Rotten Tomatoes il film riceve l'88% delle recensioni professionali positive con un voto medio di 7,20 su 10 basato su 109 critiche, mentre su Metacritic ottiene un punteggio di 72 su 100 basato su 31 critiche.
Giorgio Viaro, di Best Movie, posiziona il film al sesto posto tra i migliori del 2020.